# موارد متجددة

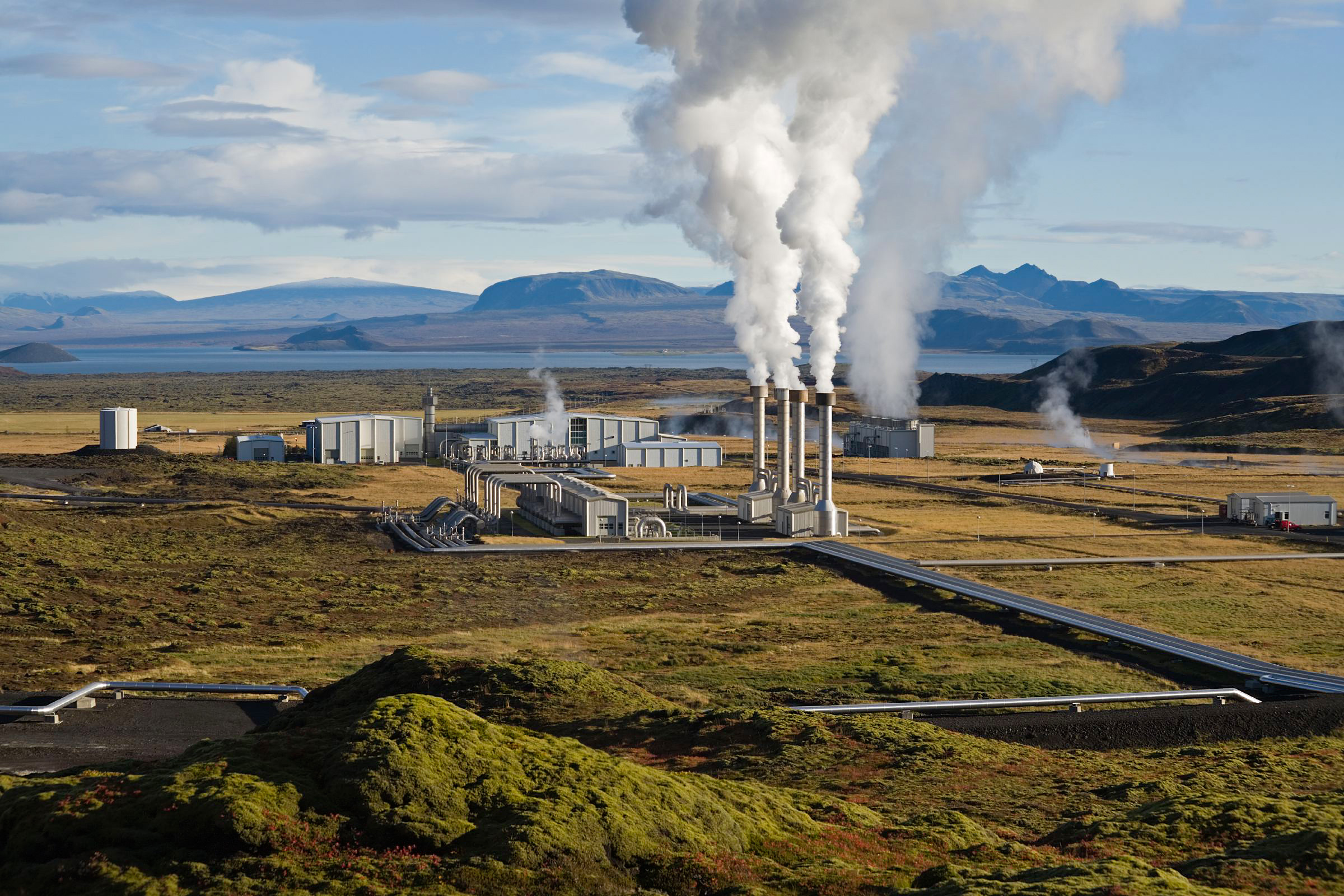

المورد المتجدد، هو مورد طبيعي يُجدد ليحل محل الجزء المُستنزف من الاستخدام والاستهلاك، وذلك إما من خلال التكاثر الطبيعي أو غيرها من العمليات المتكررة خلال فترة زمنية محدودة وفق المقياس الزمني البشري. تُعد الموارد المتجددة جزءًا من البيئة الطبيعية للأرض وأكبر مكونات محيطها الحيوي. يُعتبر تقييم دورة الحياة الإيجابية مؤشرًا رئيسيًا لاستدامة الموارد.
قد تضم تعريفات الموارد المتجددة الإنتاج الزراعي، مثلما هو الحال في الزراعة المُستدامة وإلى حد ما الموارد المائية. عرف باول ألفرد فايس الموارد المتجددة في عام 1962 على النحو التالي: «المجموعة الكاملة للكائنات الحية التي تزود الإنسان بالحياة والألياف وغيرها..».
تُعتبر موارد الطاقة المتجددة نوعًا آخر من الموارد المتجددة، إذ تشمل المصادر الشائعة للطاقة المتجددة كلًا من الطاقة الشمسية والطاقة الحرارية الجوفية وطاقة الرياح، والتي تُصنف جميعها على أنها موارد متجددة.

## الهواء والغذاء والماء

### الموارد المائية
يمكن اعتبار الماء مادة قابلة للتجديد عندما يُتبع كل من استخدامها ومعالجتها وإطلاقها المُتحكم بهم بعناية. إذا لم يكن الأمر كذلك، فسيصبح الماء موردًا غير متجدد في هذا الموقع. على سبيل المثال، تُعتبر المياه الموجودة في الطبقات الجوفية موردًا غير متجدد، وذلك لأنها تُسحب عادةً من طبقة المياه الجوفية بمعدل أكبر بكثير من معدل إعادة التغذية الطبيعية البطيئة.
قد تتسبب إزالة الماء من الفراغات المسامية الموجودة في طبقات المياه الجوفية بحدوث رص دائم (انخساف) غير قابل للتجديد. تبلغ نسبة المياه المالحة حوالي 97.5 % من المياه الموجودة على الأرض، ونسبة المياه العذبة حوالي 3 %، جُمّد ما يزيد عن ثلثي النسبة الأخيرة بقليل في الجليدة الثلجية والقمم الجليدية القطبية. عُثر على المياه العذبة المتبقية غير المُجمدة كمياه جوفية بشكل رئيسي، مع وجود جزء صغير فقط (0.008 %) فوق سطح الأرض أو في الهواء.
يُعد تلوث المياه أحد الشواغل الرئيسية المتعلقة بالموارد المائية، إذ تشير التقديرات إلى أن 22 % من المياه الموجودة في جميع أنحاء العالم تُستخدم في الصناعة. يشمل المستخدمون الصناعيون الرئيسيون كلًا من السدود الكهرومائية ومحطات توليد الطاقة الحرارية (التي تستخدم الماء للتبريد) ومصافي الزيت والنفط الخام (التي تستخدم الماء في العمليات الكيميائية) ومُنشآت التصنيع (التي تستخدم الماء كمذيب)، بل وتُستخدم لإغراق القمامة أيضًا.
تُعتبر تحلية مياه البحر مصدرًا متجددًا للمياه، على الرغم من الحاجة إلى تقليل اعتمادها على طاقة الوقود الأحفوري لتكون عملية قابلة للتجديد بالكامل.

### الأغذية غير الزراعية
يُعرف الغذاء بأنه أي مادة مُستهلكة بهدف توفير الدعم الغذائي للجسم. تمتلك معظم الأغذية مصدرًا في الموارد المتجددة. يُحصل على الغذاء من النباتات والحيوانات بشكل مباشر.
قد لا يكون الصيد المصدر الأول للحوم في العالم الحديث، لكنه لا يزال مصدرًا مهمًا وضروريًا للعديد من المجموعات التي تعيش في المناطق الريفية والنائية، بل وهو المصدر الوحيد لتغذية الحيوانات آكلة اللحوم البرية.

### الزراعة المُستدامة
صاغ عالم الزراعة الأسترالي جوردون مكليمونت عبارة الزراعة المُستدامة، إذ عُرفت على أنها «نظام متكامل لممارسات الإنتاج النباتي والحيواني المُتبعة، والتي تمتلك تطبيقًا مُحددًا حسب الموقع يستمر على المدى الطويل».
يُقلل توسيع الأراضي الزراعية من التنوع البيولوجي ويساهم في إزالة الغابات، إذ تُشير تقديرات منظمة الأمم المتحدة للأغذية والزراعة، أنه ستستمر الأراضي الزراعية في التبدد أمام التنمية الصناعية والحضرية في العقود القادمة، إلى جانب استصلاح الأراضي الرطبة وتحويل الغابات إلى أراضٍ زراعية، الأمر الذي يؤدي إلى فقدان التنوع الحيوي وزيادة تعرية التربة.
على الرغم من توفر هواء الغلاف الجوي الأرضي وأشعة الشمس في كل مكان على الأرض، إلا أن الزراعة تعتمد أيضًا على المغذيات الموجودة في التربة وعلى مدى توافر الماء. تُعتبر الزراعة الأحادية طريقة لزراعة محصول واحد فقط في وقت واحد في حقل معين، الأمر الذي يؤدي إلى إتلاف الأراضي وجعلها غير صالحة للاستعمال، أو جعلها تعاني من انخفاض في إنتاجية المحاصيل. يمكن أن تسبب الزراعة الأحادية تراكم مسببات الأمراض والآفات التي تستهدف أنواعًا معينة. تُعتبر مجاعة إيرلندا الكُبرى التي حصلت في (1845 - 1849) مثالًا معروفًا لمخاطر الزراعة الأحادية.
يُسبب كل من الدورة الزراعية والزراعة المتحركة تجديدًا للنيتروجين، وذلك من خلال استخدام السماد الأخضر بالتتابع مع الحبوب وغيرها من المحاصيل، بل ويمكن أن يحسن بنية التربة وخصوبتها من خلال تناوب زراعة النباتات ذات الجذور العميقة وذات الجذور السطحية.
توجد طرق أخرى لمكافحة فقد التربة للمغذيات، تعود إلى الدورات الزراعية الطبيعية التي تغمر الأراضي المزروعة سنويًا (والتي تعيد المغذيات المفقودة إلى أجل غير مسمى) مثل فيضان النيل والاستخدام طويل المدى للفحم الحيوي واستخدام نباتات المحاصيل الزراعية والثروة الحيوانية المُتكيفة مع ظروف أقل من الظروف المثالية مثل الآفات والجفاف أو نقص المواد الغذائية.
تُعتبر الممارسات الزراعية واحدة من أكثر الأمور التي تُساهم في الزيادة العالمية لمعدلات تعرية التربة، إذ تشير التقديرات إلى أن «أكثر من ألف مليون طن من تربة جنوب أفريقيا تتعرض للتعرية كل عام، ويتوقع الخبراء أن غلات المحاصيل ستنخفض إلى النصف في غضون من ثلاثين إلى خمسين عامًا إذا استمرت عملية التعرية بالمعدلات الحالية».
نجمت ظاهرة «قصعة الغبار» في ثلاثينيات القرن العشرين نتيجةً للجفاف الشديد الذي اقترن بطرق الزراعة التي لم تستخدم الدورة الزراعية والحقول المحروثة والمحاصيل الغطائية وبناء المدرجات وأشجار صد الرياح من أجل منع عملية التعرية الريحية.
تُعد حراثة الأراضي الزراعية أحد العوامل الرئيسية المساهمة في التعرية، وذلك بسبب استخدام المعدات الزراعية الآلية التي تسمح بالحراثة العميقة، الأمر الذي يزيد بشدة من كمية التربة المتاحة للنقل عن طريق التعرية المائية.
تصف الظاهرة المُسماة «تربة الذروة» كيفية تأثير تقنيات الزراعة واسعة النطاق على القدرة البشرية لزراعة المحاصيل الغذائية في المستقبل. قد يُصبح توفر الأرض الصالحة للزراعة مشكلة متزايدة إذا لم تُبذل أي جهود لتحسين ممارسات إدارة الأراضي.
تشتمل طرق مكافحة التعرية على الزراعة بلا حرث واستخدام التصميم التنفيذي الرئيسي ومصدات الرياح المتنامية لتثبيت التربة والاستخدام الواسع للسماد. علمًا أنه يمكن أن تمتلك الأسمدة والمبيدات تأثيرًا على تعرية التربة، بل وتساهم في زيادة ملوحة التربة ومنع الأنواع الأخرى من النمو.
يُعتبر الفوسفات أحد المكونات الرئيسية المُستخدمة في الأسمدة الكيميائية بشكل شائع في أساليب الإنتاج الزراعي الحديثة. ومع ذلك، يقدر العلماء أن محميات الفوسفات الصخري ستُستنفد خلال فترة من 50 إلى 100 عام، وأن الذروة ستحدث في حوالي عام 2030.
يمتلك كل من الإنتاج الصناعي واللوجستيات تأثيرًا على استدامة الزراعة. تتطلب طريقة بيع المحاصيل ومواقعه معرفة الطاقة اللازمة للنقل وكذلك تكلفة الطاقة للمواد والعمالة والنقل. قللت المواد الغذائية المُباعة في موقع محلي، مثل سوق المزارعين، من النفقات العامة للطاقة.

### الهواء
يُعتبر الهواء موردًا متجددًا. تحتاج جميع الكائنات الحية إلى الأكسجين والنيتروجين (بشكل مباشر أو غير مباشر) والكربون (بشكل مباشر أو غير مباشر) والعديد من الغازات الأخرى بكميات صغيرة من أجل بقائها.

## اقرأ أيضا
- مياه متجددة
- تنمية مستدامة
- طاقة
- طاقة نووية